# یوسوکه میاجی
یوسوکه میاجی (انگلیسی: Yōsuke Miyaji؛ زادهٔ ۱۲ ژوئن ۱۹۸۷) بازیکن فوتبال اهل ژاپن است.
از باشگاه‌هایی که در آن بازی کرده‌است می‌توان به باشگاه فوتبال آویسپا فوکوئوکا اشاره کرد.